# STS–70
Az STS–70 jelű küldetés az amerikai űrrepülőgép-program 70., a Discovery űrrepülőgép 21. repülése.

## Küldetés
Elsődleges feladata volt a TDR–7 kommunikációs műhold pályairányba állítása.

## Jellemzői
A beépített kanadai Canadarm (RMS) manipulátor kart 50 méter kinyúlást biztosított (műholdak indítás/elfogása, külső munkák [kutatás, szerelések], hővédőpajzs külső ellenőrzése) a műszaki szolgálat teljesítéséhez.

### Első nap
1995. július 13-án a szilárd hajtóanyagú gyorsítórakéták, Solid Rocket Booster(SRB) segítségével Floridából, a Cape Canaveral (KSC) Kennedy Űrközpontból, a LC39–B (LC–Launch Complex) jelű indítóállványról emelkedett a magasba. Az orbitális pályája 90,5 perces, 28,45 fokos hajlásszögű, elliptikus pálya perigeuma 257 kilométer, az apogeuma 257 kilométer volt. Felszálló tömeg indításkor 116 753 kilogramm, leszálló tömeg 88 540 kilogramm. Szállított hasznos teher 20 159 kilogramm.

## Hasznos teher
1. Bioreactor Demonstration System (BDS) – a Földön is használt szaporító táptalajban sejtek és szövetek növesztése. Összehasonlító adatbázis készítése mikrogravitációs környezetből.
2. Biological Research in Canisters (BRIC) – biológiai kutatás (növények, rovarok, kis gerinctelen állatok) önálló tartályokban.
3. National Institutes Of Health-R-2 (PARE/NIH-R) – patkányok viselkedését és élettani  tevékenységét vizsgálták (sikeres terhesség, vajúdás, szülés és a szülés utáni ellátás kezdete  elsősorban a szoptatás).
4. Commercial Protein Crystal Growth (CPCG) – kereskedelmi megrendelésre kristályosító műveletek végzése (gyógyszeripar).
5. Space Tissue Loss-B (STL-B) – a NASA és a Walter Reed Army Institute of Research közös biológiai (Medaka hal ikra) vizsgálata digitális képrögzítéssel.
6. Hand-Held, Earth Oriented, Real-Time, Cooperative, User-Friendly, Location-Targeting and Environmental System (HERCULES-B) – egy módosított Nikon fényképezőgép térinformatikát alkalmaz, a földi tájékozódás érdekében (meghatározta, hogy valós időben, szélességi és hosszúsági pont megadásával mi látható a Földön, 15 méteren belül). Föld-megfigyelési rendszer katonai, környezeti, oceanográfiai és meteorológiai alkalmazásokhoz.
7. Microencapsulation in Space (MIS) – kereskedelmi megrendelésre gyógyszer alapanyag kutatás. Antibiotikum mikrokapszulák (apró gömbök általában 50-100 mikrométer átmérőjű) változásai mikrogravitációs környezetben. A kísérlet új gyógyszergyártás lehetőségek kifejlesztéséhez vezethet.
8. Az Amerikai Védelmi Minisztérium (DoD) MSX – az űrrepülőgép motorok működését ellenőrizte (főmotorok, mikróhajtóművek).
9. Military Applications of Ship Tracks (MAST) – katonai fényvizsgálati kísérletek (felhők és fény haladásának fényképezése, éghajlati események).
10. Radiation Monitoring Equipment-III (RME-III) – ionizáló sugárzás mérése (gamma, elektron, neutron és proton sugárzás).
11. Windows Experiment (WINDEX) – vizsgálták az űrrepülőgép hajtóműveinek hatását a környezetre (fényhatások, áramlási folyamatok). Fel és leszállás alkalmával, illetve vizsgálták a fényjelenségeket 50-300 kilométer magasságokban.
12. Vision Function Tester (VFT-4) – az űrhajósok szemvizsgálatát végezték (térbeli eltérések mérése, eszközök használatának pontossága, alkalmazkodási képesség).
13. Shuttle Amateur Radio Experiment (SAREX) – automatizált számítógép biztosította a rádióamatőr kapcsolatot.

### Műhold
A tehertérben rögzített kommunikációs műholdakat a Canadarm (RMS) manipulátor kar segítségével pályairányba állították. A műhold pályairányba állítását követően az űrrepülőgép 13-16 kilométerre eltávolodott. .

#### TDR–7
Kommunikációs műholdat építette a TRW Space and Defense Systems (Redondo Beach). Az üzemeltető a NASA Goddard Contel Space Flight Center (GSFC).  Az űreszközt a NASA az űrrepülőgépek (Mir, Nemzetközi Űrállomás) követésére és nagy adatátviteli sebességgel adataik továbbításra használta.
Az űregység társait, az TDR–1-et az STS–6, a TDR–2 a Challenger-katasztrófában elveszett, a TDR–3-at a STS–26, a TDR–4-et az STS–29, a TDR–5-öt az STS–43,
a TDR–6-ot az STS–54 segítette pályairányba állítani.
Űrobjektum megnevezései: Tracking and Data Relay Satellite (COSPAR ID); TDR–7 (1995-035B); TDR–G. Kódjele: SSC 23613.
A kiépített teljes rendszer egy központi fekvésű űreszközhöz kapcsolva, az egyenlítő fölé helyezve, egymástól 130 fokban állomásoztatták. A telepített követő-adattovábbító űreszközök a Föld körül keringő (egyszerre 26  űreszközt) űrrepülőgépet, az ISS-t követte, adat továbbítást biztosított (felfelé/lefelé). A műholdak pályája 85-100 százalékban lefedte az űrhajók, az űrállomás pályáját. Az űreszköz három modulból (egységesített rendszer) van összeállítva. Műhold stabilizátor, antenna és napelem modulból tevődik össze. Nincs jelfeldolgozás (hosszabb élettartam), azonnali továbbítás történik a földi vevőállomások irányába.
Háromtengelyesen, mechanikusan stabilizált műhold, TDR típus, egy szabálytalan, hatszögletű alakú test. Magassága 6 méter, keresztirányú mérete 3 méter. A napelemek fesztávolsága 17,4 méter, teljesítmény 2 kW (aktív élete végén 1,7 kW). A villamosenergia-rendszer tartalmaz két újratölthető NiCd akkumulátort, melyek kapacitása 40 amperóra (Ah). Várható élettartama a pályán korlátlan (!), tervezett 10 év.
A kétfokozatú szilárd hajtóanyagú rakétatest automatikusan induló IUS–13 (Inerciális Upper Stage) főmotorja átmeneti geoszinkron pályába emelte, majd körülbelül 45 perc múlva az első szilárd rakéta motor levált. A második fokozat motorja sikeresen biztosította a geostacionárius pálya felvételét. Pályába állást követő 12 és fél óra múlva a rakétatest és a motoros rész levált a műholdról. Földi parancsra az antennák és napelemek felvették szolgálati pozíciójukat (kinyíltak, elrendeződtek). Az évek alatt végrehajtott pályakorrekciókat 24 kémiai fúvóka és 6000 kilogramm kémiai hajtóanyag biztosította. Az orbitális pálya 1436,33 perces, 172 fokos hajlásszögű, elliptikus pálya perigeuma 35 760 kilométer, az apogeum a 35 823 kilométer volt. Súlya 2225 kilogramm.
Előző műhold a  TDR–6 (1993-003B), a következő műhold a TDR–8 (2000-034A).

#### Nyolcadik nap
1995. július 22-én a Kennedy Űrközpontban (KSC), kiinduló bázisán szállt le. Összesen 8 napot, 22 órát, 20 percet és 5 másodpercet töltött a világűrben. 6 000 000 kilométert (3 700 000 mérföldet) repült, 143 alkalommal kerülte meg a Földet.

## Személyzet
(zárójelben a repülések száma az STS–70 küldetéssel együtt)
- Terence Thomas Henricks (3), parancsnok
- Kevin Richard Kregel (1), pilóta
- Nancy Currie (2), kutatásfelelős
- Donald Alan Thomas (2), kutatásfelelős
- Mary Ellen Weber (1), kutatásfelelős

### Visszatérő személyzet
- Terence Thomas Henricks (3), parancsnok
- Kevin Richard Kregel (1), pilóta
- Nancy Currie (2), kutatásfelelős
- Donald Alan Thomas (2), kutatásfelelős
- Mary Ellen Weber (1), kutatásfelelős